# Melospiza
Melospiza é um gênero de ave da família Emberizidae.

## Espécies
Três espécies são reconhecidas para o gênero Melospiza:
- Melospiza lincolnii (Audubon, 1834)
- Melospiza melodia (Wilson, 1810)
- Melospiza georgiana (Latham, 1790)